# Вильерс, Эдуард, 1-й граф Джерси
Эдуард Вильерс (англ. Edward Villiers; приблизительно 1656 — 25 августа 1711) — британский аристократ, политик и дипломат, 1-й барон Вильерс из Ху в Кенте и 1-й виконт Вильерс из Дартфорда в Кенте с 1691 года, 1-й граф Джерси с 1697 года. Лидер парламентской оппозиции тори в правление Вильгельма III и Анны, юстициарий Ирландии, посол во Франции в 1697—1699 годах, государственный секретарь Южного департамента в 1699—1700 годах.

## Биография
Эдуард Вильерс родился в 1656 году. Он принадлежал к рыцарскому роду и был старшим сыном сэра Эдуарда Вильерса и его первой жены Фрэнсис Говард, дочери 2-го графа Саффолка. Эдуард-отец 7 апреля 1680 года получил рыцарство за свои заслуги в гражданской войне. Эдуард-сын сопровождал принцессу Марию в Голландию после ее брака с принцем Оранским в 1677 году.
В 1689 году, когда Вильгельм и Мария заняли английский престол, Вильерс был назначен обер-шталмейстером королевы, а позже унаследовал от отца пост рыцаря-маршала. 20 марта 1691 года он получил титулы виконта Вильерса из Дартфорда и барона Вильерса из Ху. В 1695 году Вильерс был направлен в качестве чрезвычайного и полномочного посланника в Голландию, в 1697 году стал юстициарием Ирландии. В том же году он получил титул графа Джерси, а в 1698 году отправился в Париж в качестве чрезвычайного посла. Вернувшись в Англию в 1699 году, граф стал государственным секретарем Южного департамента. В 1699, 1700 и 1701 годах он был одним из лордов-судей Англии, в 1700 году стал лордом-камергером. 
Вильерс возглавлял парламентскую оппозицию тори, участвовал в якобитских заговорах. Тем не менее он был назначен одним из полномочных представителей на конгрессе в Утрехте и должен был получить назначение лордом-хранителем Малой печати в тот самый день, когда умер от апоплексического удара (26 августа 1711 года). Графа похоронили в Вестминстерском аббатстве 4 сентября.
Эдуард Вильерс был женат с 1681 года на католичке Барбаре Чиффинч, дочери Уильяма Чиффинча. В этом браке родились дочь Мэри (умерла в 1735, жена Томаса Тинна и Джорджа Гренвиля, барона Лансдоуна) и сын Уильям (около 1682—1721), ставший 2-м графом Джерси.